# Први карлистички рат
Први карлистички рат назив је за грађански рат у Шпанији који је трајао од 1833. до 1839. године. Вођен је између христинаца, присталица Марије-Христине, супруге бившег краља Фердинанда са једне и карлиста тј. присталица инфанта Карлоса, Фердинандовог брата.

## Узроци
Након гушења Шпанске либералне револуције (1820—1823) наступила је дуготрајна реакција. Учесници револуције били су погубљени, затворени или прогнани из земље. Све тековине револуције су уништаване. Године 1833. умро је краљ Фердинанд VII. На престо је дошла његова ћерка Изабела II. Пошто је Изабела била малолетна, државом је управљала њена мајка Марија-Христина. Млађи брат покојног краља, вођа апсолутистичко-клерикалне странке "апостола", дон Карлос, који је себе сматрао јединим наследником Фердинанда, подиже устанак са циљем да се домогне круне. Отпочео је грађански рат познат као први карлистички рат. Шпанија је подељена у два табора. Први је био табор карлиста (односно Карлових присталица), а други табор христинаца (присталица Изабеле и Марије-Христине). Најреакционарнији слојеви племства и католичко свештенство стаје на страну карлиста. Са собом су повукли и заостало сељаштво северне Шпаније. Становништво баскијских области и Наваре надало се да ће им дон Карлос помоћи да одбрани своје слободе од централистичке политике мадридске владе и да ће намети бити смањени. Карлистима су, сем Баскије, пришле и Навара, Стара Кастиља, Арагонија и део Каталоније у којој су постојале јаке аутономистичке тежње. Парола карлистичког устанка постала је: "бог и фуероси".
Марија-Христина је на своју страну придобила либералну буржоазију и градско становништво. Обећала им је реформе. Карлистички рат је, на први поглед, династички рат, али је у ствари борба између феудалног и буржоаског друштва. Русија, Аустрија и Пруска, верни реакционарним традицијама Светог савеза, стају на страну карлиста, а Енглеска и Француска на страну христиновца.

## Рат
Марија-Христина је принуђена, како би задржала своје савезнике, да 1834. године објави устав којим је заведен парламент (кортеси) од два дома - Сената и Народне скупштине. Сенат су сачињавали прелати (више свештенство), наследни гранди (великаши) и сенатори које поставља краљ из редова најкрупнијих сопственика. Посланици за народну скупштину бирани су двостепеним гласањем на основу високог имовинског цензуса. Устав из 1834. године изазвао је велико незадовољство либерала. Незадовољство се испољило у пустошењу манастира и обрачунавању са калуђерима (1834—1835). У градовима се образују револуционарне хунте које отпуштају омрзнуте чиновнике, укидају тешке намете и упућују краљици захтеве да се одмах сазову револуционарни кортеси и да се уведе устав. Понегде се проглашава устав из 1812. године. Сарагонска хунта себе је прогласила за врховну власт и наређује да се затворе манастири.
Марија-Христина тражи интервенцију сила. Ипак, само Енглеска шаље омањи одред. Покушаји да се устанак угуши завршавали су тиме да генерали пређу на страну устаника и убијају генерале. Увидевши да се устанак не може угушити, Торенов кабинет доноси указ о прогонству језуита. Тиме народ ипак није задовољен. Краљица је у владу морала позвати вођу либерала, банкара Мендизабеља. Мендизабељ је затворио готово све манастире, распродао црквену имовину, укинуо десетак и властелинска права. Тиме је направио раздор међу хунтама и тако их ослабио. Од Енглеске је узео велики зајам. Отпуштен је 1836. године. У више градова избија побуна. Побуњеници, којима прилази и гарнизон краљевске летње резиденције Сан-Иљдефонсо, траже да се уведе устав из 1812. године. Краљица је позвала либерале који су израдили нов устав (1837). Био је радикалнији од претходног устава из 1834. године. У наредне две године карлисти односе више победа над христиновцима.

## Окончање устанка
Међутим, у редовима карлиста долази до раздора између крајње реакционарног и умеренијег крила (генерал Марото). Заморени ратом, Маротови војници су све упорније захтевали мир. И код Баскијаца, који су подносили највећи терет рата, јавља се струја за мир. Све то дало је могућност генералу Еспартеру да закључи мир са Маротом који је био на челу покрета за окончање рата. Карлистички војници нису више хтели ратовати за Карлоса који је морао пребећи у Француску. Отпочело је гоњење либерала и демократа. За председника владе постављен је генерал Еспартеро, један од најпопуларнијих вођа "прогресиста" који је, због активног учешћа у борби против карлиста, добио титулу "hercoga de la Vitoria" односно "херцега победе". Марија-Христина се 12. октобра 1840. године морала одрећи регентства и побећи у Француску.